# Krzewiny (Pojezierze Drawskie)
Krzewiny – wzniesienia o wysokości do 152 m n.p.m. na Pojezierzu Drawskim, położone w województwie zachodniopomorskim, powiecie koszalińskim, gminie Bobolice. Krzewiny znajdują się na północnym krańcu Pojezierza Drawskiego. Są w całości zalesione. 
Ok. 1,6 km na południowy wschód leży wieś Górawino. Ok. 0,8 km na północ przebiega droga wojewódzka nr 168. Ok. 1 km na północny zachód znajdujące się w tym samym ciągu wyniosłości wzniesienia nazywają się Bycze Góry.
Teren wzniesień został objęty obszarem specjalnej ochrony siedlisk Dolina Radwi, Chocieli i Chotli.
Nazwę Krzewiny wprowadzono urzędowo w 1949 roku, zastępując poprzednią niemiecką nazwę Thoms Berge.